# Tetragona quadrangula
Tetragona quadrangula är en biart som först beskrevs av Amédée Louis Michel Lepeletier 1836.  Tetragona quadrangula ingår i släktet Tetragona och familjen långtungebin. Inga underarter finns listade i Catalogue of Life.